# Plateumaris akiensis
Plateumaris akiensis (лат.) — вид жуков из семейства листоедов.

## Описание
Жуки длиной 6,4-7,6 мм. Надглазничная борозда нечёткая, лобный бугор слабовыпуклый. Усики короткие и крепкие, немного короче половины длины тела. Переднеспинка и надкрылья полностью металлически-чёрная или красновато-медная, у некоторых особей с голубоватым или зеленоватым блеском. Длина переднеспинки немного больше ширины, очертание её сердцевидное. Надкрылья короткие, в 1,6 раза длиннее своей ширины, внешний край её дугообразный. Ряды точек правильные, промежутки между ними обычно гладкие, но иногда густо пунктированные. Ноги короткие, красновато-коричневые, частично темно-рыжие или чёрные. Пигидий рыжий, только вершинная часть чёрная, покрыта волосками и неглубоко выемчатая у обоих полов.

## Биология
Личинки развиваются на осоках и камыше, имаго питаются пыльцой этих же растений.

## Распространение
Эндемик острова Хонсю (Япония)